# High School Musical (musical)
High School Musical is de Nederlandse musicalversie van de Amerikaanse televisieproductie High School Musical, geproduceerd door Joop van den Ende Theaterproducties/Stage Entertainment. Het verhaal van de musical is gebaseerd op deze televisiefilm. De première was op 25 januari 2009 in Tilburg.

## Verhaal
Disney’s High School Musical gaat over twee middelbare scholieren. Troy, de populaire sterspeler van het basketbalteam, en Gabriëlla, een verlegen studiebol die nieuw is op school. Troy en Gabriëlla komen erachter dat ze een verborgen passie voor zingen delen. Als ze samen auditie doen voor de hoofdrol in de schoolmusical, zet dit de middelbare school East High op zijn kop en gaan hun medeleerlingen zich ermee bemoeien. In een poging de vaste groepjes op school bij elkaar te houden maken de 'jocks' (sportfanaten) en de 'brainiacs' (studiebollen) en zelfs de vaste leden van de toneelclub, allerlei plannen om het paar uit elkaar te houden zodat ze niet samen kunnen optreden. Maar tegen de verwachtingen in gaan Troy en Gabriëlla hun droom – en elkaar – toch achterna en weten zo de andere leerlingen ten
```
inspireren om hun eigen verrassende, verborgen talenten te laten zien.
```

## Rolverdeling
- Troy - Tommie Christiaan
- Gabriëlla - Nathalie van Gent
- Sharpay - Sarah Chronis
- Ryan - Paul Boereboom
- Taylor - Natalie La Rose
- Chad - Maickel Leijenhorst
- Kelsi – Na-Young Jeon
- Zeke - Roman van der Werff
- Martha - Sandra Wijnhout
- Jack - Stephan Holwerda
- juf Darbus - Margo Dames
- juf Darbus - Nicolette van Dam(neemt van 5 augustus t/m 23 augustus de rol van Margo Dames in het Beatrix Theater over)
- coach Bolton - Vastert van Aardenne
- coach Bolton - Casper van Bohemen (neemt in mei/juni 2009 de rol tijdelijk over van Vastert van Aardenne)

Ensemble (mannen):
- Roy Hadisubroto
- Kevin van der Meer
- Vincent Pelupessy
- Lars van Sermond
- Bobby Snijder
- Jaap Strijker
- Martijn van Voskuijlen

Ensemble (vrouwen):
- Saar Bressers
- Rosalie de Jong
- Marjolein van Haren
- Dapheny Oosterwolde
- Omayra Telehala
- Charlene Zijlstra
- Laura Ponticorvo

swings
- Terence Lammerts van Bueren
- Nils Haberstroh
- Alies Thomas
- Marleen de Vries

## Creatives
- vertaling dialogen: Martine Bijl
- vertaling liedteksten: Jan Tekstra
- muzikale supervisie: Jeroen Sleyfer
- decorontwerp: Kenneth Foy
- kostuumontwerp: Cocky van Huijkelom
- lichtontwerp: Uri Rapaport
- geluidsontwerp: Jeroen ten Brinke
- ontwerp pruiken/make-up: Harold Mertens
- casting: Fons van Kraaij
- technische supervisie: Henk van Gilpen
- choreografie: Nichola Treherne
- regie: Carline Brouwer

## Liedjes
Acte 1
- Wildcat cheer - Cheerleaders
- Start of something new - Troy, Gabriëlla
- Een nieuwe start - Allen
- Hou je kop bij de bal - Troy, Jocks
- Audities - Ensemble
- Bop to the top - Ensemble
- What I've Been Looking For - Sharpay, Ryan
- What I've Been Looking For (Reprise) - Troy, Gabriella
- Mobilofobie - Taylor, Chad, Martha, Zeke, Kelsi, Sharpay, Ryan, Brainiacs, Jocks
- Doe wat je altijd deed - Zeke, Martha, Gabriëlla, Troy, Ryan, Sharpay, Taylor, Ripper, Brainiacs, Jocks, Cheerleaders

Acte 2
- Doe wat je altijd deed - Zeke, Martha, Gabriëlla, Troy, Ryan, Sharpay, Taylor, Ripper, Brainiacs, Jocks, Cheerleaders
- Alles wat ik wil ben jij - Troy, Gabriella
- Wildcat cheer (reprise) - Cheerleaders
- We rekenen op jou - Chas, Taylor, Zeke, Martha, Jocks, Brainiacs
- Toen jij nog ging voor mij - Troy, Gabriella
- Start of something new (reprise) - Troy, Gabriella
- We doen dit met z'n allen - Allen
- We doen dit met z'n allen - Allen
- Bop to the top - Ryan, Sharpay
- Breaking free - Troy, Gabriella, Ensemble
- We're all in this together - Allen
- High School Musical Megamix - Allen

'14-'18 · '40-'45 (België) · '40-'45 (Nederland) · 1830 · De 3 Biggetjes · 3 Musketiers · Aida · Albert I · Alice in Wonderland · A xXxmas Carola · Anatevka · Assepoester · Belle en het Beest · Billie Holiday · Bloedbroeders · The Bodyguard · Cabaret · Camelot · Cats · Chicago · Ciske de Rat · Cyrano de Bergerac · De Schone van Boskoop · Daens · Damiaan · Dirty Dancing · Doe Maar! · Domino · Doornroosje · Dracula · Drood · Elisabeth · Evita · Fame · De Finale · Flashdance · Foxtrot · Goodbye, Norma Jeane · Grease · Hair · High School Musical · De Jantjes · Jeanne d'Arc · Jekyll & Hyde · Jersey Boys · Jesus Christ Superstar · Kadanza · De kleine zeemeermin · Koning van Katoren · Kruimeltje · Kuifje: De Zonnetempel · Kunt u mij de weg naar Hamelen vertellen, mijnheer? · The Last Five Years · Lelies · The Lion King · The Little Mermaid · Love Story · Lover of Loser · Mamma Mia! · De man van La Mancha · Marie-Antoinette · Mary Poppins · Les Misérables · Miss Saigon · Muerto! · De Muze van Rubens · My Fair Lady · On Your Feet! · Op hoop van Zegen · Oorlogswinter · The Passion · Pauline & Paulette · The Phantom of the Opera · Pinokkio · Red Star Line · Rembrandt · Robin Hood · Romeo en Julia, van Haat tot Liefde · De Rozenoorlog · Rubens · Shhh...it happens! · Shrek · Soldaat van Oranje · Spring Awakening · De sprookjesmusical Klaas Vaak · Sneeuwwitje · The Sound of Music · Tarzan · Titanic · Turks fruit · Urinetown · De Vliegende Hollander · Wat Zien Ik?! · Wicked · The Wild Party · The Wiz · Wickie de viking de musical
    Portaal Musical